# Arbeitsgemeinschaft Deutsche Lateinamerikaforschung
Die Arbeitsgemeinschaft Deutsche Lateinamerikaforschung (ADLAF) ist ein Verein von Forschungsinstituten und Einzelwissenschaftlern aller Disziplinen, die sich schwerpunktmäßig mit Lateinamerika befassen.

## Geschichte
Die Arbeitsgemeinschaft wurde 1965 gegründet. Seit 2007 ist sie ein eingetragener Verein (ADLAF e. V.). Aktuell hat die ADLAF 28 institutionelle Mitglieder, darunter das Institut für Lateinamerikastudien des GIGA German Institute of Global and Area Studies, das Ibero-Amerikanische Institut, das Lateinamerika-Institut (LAI) der Freien Universität Berlin, das Zentralinstitut für Lateinamerikastudien (ZILAS) der Katholischen Universität Eichstätt-Ingolstadt, die GIZ, den Deutschen Hispanistenverband, das Deutsche Institut für Entwicklungspolitik, die Friedrich-Ebert-Stiftung und die Konrad-Adenauer-Stiftung. Dazu kommen circa 200 Einzelmitglieder.
Die ADLAF organisiert alle zwei Jahre eine Tagung und gibt monatlich einen Newsletter heraus.
Seit Mitte 2016 ist Thomas Fischer vom ZILAS in Eichstätt der Vorsitzende der ADLAF. Die ADLAF ist außerdem Mitglied des Consejo Europeo de Investigaciones Sociales de América Latina (CEISAL, auf Deutsch: Europäischer Rat für Sozialwissenschaftliche Lateinamerikaforschung).

## Tagungen (ab 1999)
- 1999: Gewalt und Konfliktregulierung in Lateinamerika, Hamburg
- 2000: El Triángulo Atlántico: America Latina, Europa y Estados Unidos en el sistema global cambiante, Berlin
- 2001: Nachhaltige Entwicklung in Lateinamerika, Eschborn
- 2002: Mexikos Weg(e) in die Moderne, Berlin
- 2003: Migration, Freiburg im Breisgau
- 2004: Eliten in Lateinamerika, Berlin
- 2005: Brasilien in Lateinamerika: Interaktionen, Perzeptionen, Perspektiven, Weingarten
- 2006: Ciudadanía vivida, (in)seguridades e interculturalidad/Gelebte ciudadanía, (Un)Sicherheiten und Interkulturalität, Bonn
- 2008: Culturas Políticas en la región andina, Bielefeld
- 2010: Wie (un)abhängig ist Lateinamerika? Die Region im globalen Kontext, 1810-2010, Eschborn
- 2012: Espacios de género, Berlin
- 2014: Globalisierte Naturen – lateinamerikanischen Perspektiven, Berlin
- 2016: Violencia y Desigualdad | Gewalt und Ungleichheit, Berlin